# 清里村 (山梨県)
清里村（きよさとむら）は山梨県北巨摩郡にあった村。現在の北杜市高根町浅川・高根町清里にあたる。

## 地理
- 山：赤岳
- 河川：川俣川、大門川

## 歴史
- 1889年（明治22年）7月1日 - 町村制の施行により、北巨摩郡清里村が単独で自治体を形成。
- 1956年（昭和31年）9月30日 - 高根村に編入。同日清里村廃止。

## 交通

### 鉄道路線
- 日本国有鉄道
  - 小海線：清里駅

### 道路
- 国道141号